# 几何布朗运动

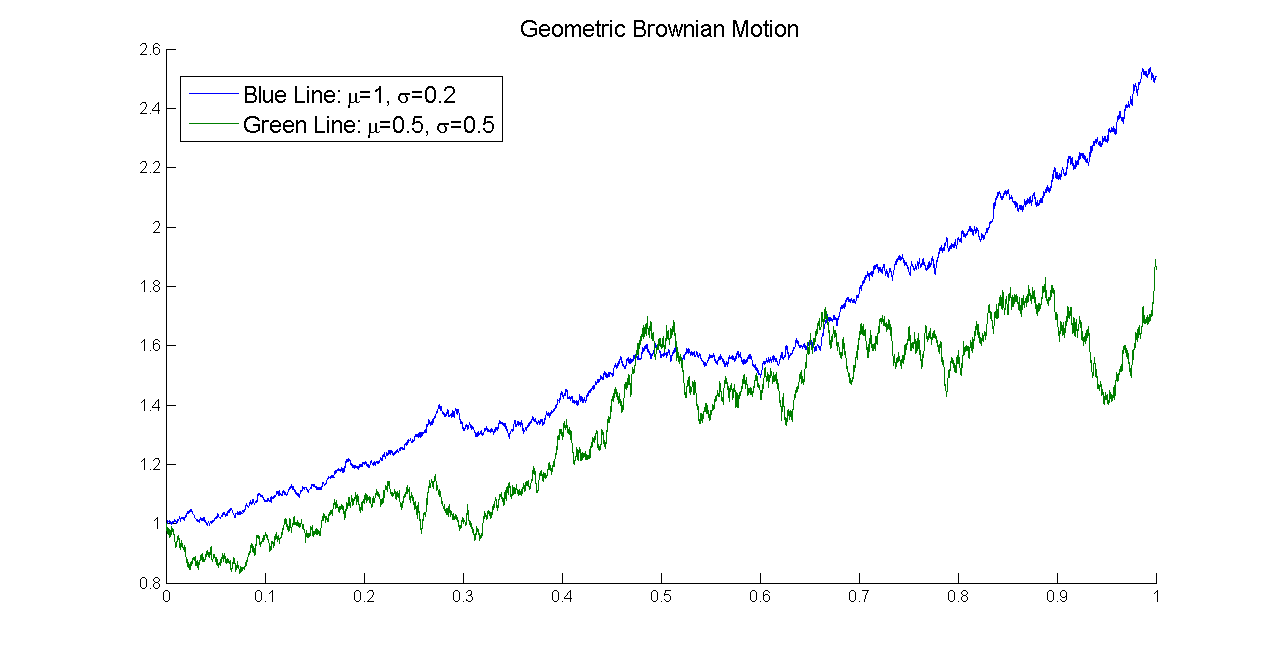
两个几何布朗运动的路径，拥有不同参数。

几何布朗运动（英語：geometric Brownian motion, GBM），也叫做指数布朗运动（英語：exponential Brownian motion）是连续时间情况下的随机过程，其中随机变量的对数遵循布朗运动，也称维纳过程。几何布朗运动在金融数学中有所应用，用来在布莱克-舒尔斯定价模型中模仿股票价格。

## 技术定义
A 随机过程St在满足以下随机微分方程 (SDE)的情况下被认为遵循几何布朗运动：
{\displaystyle dS_{t}=\mu S_{t}\,dt+\sigma S_{t}\,dW_{t}}
这里{\displaystyle W_{t}} 是一个维纳过程,或者说是布朗运动，而{\displaystyle \mu } ('百分比drift') 和{\displaystyle \sigma } ('百分比volatility')则是常量。

## 几何布朗运动的特性
给定初始值 S0，根据伊藤积分，上面的随机微分方程有如下解:
{\displaystyle S_{t}=S_{0}\exp \left(\left(\mu -{\frac {\sigma ^{2}}{2}}\right)t+\sigma W_{t}\right),}
对于任意值 t，这是一个对数正态分布随机变量，其期望值和方差分别是
{\displaystyle \mathbb {E} (S_{t})=S_{0}e^{\mu t},}
{\displaystyle \operatorname {Var} (S_{t})=S_{0}^{2}e^{2\mu t}\left(e^{\sigma ^{2}t}-1\right),}
也就是说St的概率密度函数是:
{\displaystyle f_{S_{t}}(s;\mu ,\sigma ,t)={\frac {1}{\sqrt {2\pi }}}\,{\frac {1}{s\sigma {\sqrt {t}}}}\,\exp \left(-{\frac {\left(\ln s-\ln S_{0}-\left(\mu -{\frac {1}{2}}\sigma ^{2}\right)t\right)^{2}}{2\sigma ^{2}t}}\right).}
根据伊藤引理，这个解是正确的。
比如，考虑随机过程 log(St). 这是一个有趣的过程，因为dlog(St)可以看成是股票在dt时间内的对数回报率。对f(S) = log(S)应用伊藤引理，得到
{\displaystyle {\begin{alignedat}{2}d\log(S)&=f^{\prime }(S)\,dS+{\frac {1}{2}}f^{\prime \prime }(S)S^{2}\sigma ^{2}\,dt\\&={\frac {1}{S}}\left(\sigma S\,dW_{t}+\mu S\,dt\right)-{\frac {1}{2}}\sigma ^{2}\,dt\\&=\sigma \,dW_{t}+(\mu -\sigma ^{2}/2)\,dt.\end{alignedat}}}
于是{\displaystyle \mathbb {E} \log(S_{t})=\log(S_{0})+(\mu -\sigma ^{2}/2)t}.
这个结果还有另一种方法获得：applying the logarithm to the explicit solution of GBM:
{\displaystyle {\begin{alignedat}{2}\log(S_{t})&=\log \left(S_{0}\exp \left(\left(\mu -{\frac {\sigma ^{2}}{2}}\right)t+\sigma W_{t}\right)\right)\\&=\log(S_{0})+\left(\mu -{\frac {\sigma ^{2}}{2}}\right)t+\sigma W_{t}.\end{alignedat}}}
取期望值，获得和上面同样的结果:  {\displaystyle \mathbb {E} \log(S_{t})=\log(S_{0})+(\mu -\sigma ^{2}/2)t}.

## 在金融中的应用
几何布朗运动在布莱克-舒尔斯定价模型被用来定性股票价格，因而也是最常用的描述股票价格的模型。
使用几何布朗运动来描述股票价格的理由:
- 几何布朗运动的期望与随机过程的价格（股票价格）是独立的, 这与我们对现实市场的期望是相符的。[3]
- 几何布朗运动过程只考虑为正值的价格, 就像真实的股票价格。
- 几何布朗运动过程与我们在股票市场观察到的价格轨迹呈现了同样的“roughness” 。
- 几何布朗运动过程计算相对简单。.

然而，几何布朗运动并不完全现实，尤其存在以下缺陷:
- 在真实股票价格中波动随时间变化 (possibly stochastically), 但是在几何布朗运动中, 波动是不随时间变化的。
- 在真实股票价格中, 收益通常不服从正态分布 (真实股票收益有更高的 肥尾 ('fatter tails'), 代表了有可能形成更大的价格波动).[4]

## 链接
- 几何布朗运动 models for stock movement except in rare events.